# Theodor Seibert (Journalist)
Theodor Seibert (geboren am 27. Juli 1896 in Kempten; † nach 1943)  war ein deutscher Journalist und politischer Schriftsteller.

## Leben
Seibert, Sohn eines bayerischen Postbeamten, wuchs in Kempten auf sowie in Bad Kissingen, wo er die  Realschule absolvierte; anschließend besuchte er von 1912 bis 1914 die Realschule in München. Nach dem Kriegsdienst im Ersten Weltkrieg an der Westfront, wo er zum Oberleutnant befördert worden war, immatrikulierte er sich 1918 an der Universität München. Im Mai 1921 wurde er an der Universität Erlangen mit der Dissertation „Die ländlichen Siedlungsformen des bayerischen Franken“ promoviert.
Nachdem nach vorherigen revolutionären Vorstößen des Bolschewismus in Berlin und in Budapest in München die Bayerische Räterepublik ausgerufen worden war, gründete Seibert mit gleichgesinnten Oppositionellen das Freikorps  Grafing  und  nahm  an  den  Kämpfen  in  München  teil. Er war auch beim Kapp-Lüttwitz-Putsch involviert. Später schloss er sich dem Freikorps Oberland an, der Vorgängerorganisation der SA in München. 1919 trat er dem Deutschvölkischen Schutz- und Trutzbund bei und betätigte sich als Mitarbeiter des Völkischen Beobachters (VB) und der Zeitung Heimatland. 1920 wurde er Redakteur bei den Süddeutschen Monatsheften; im Herbst 1920 trat er in die NSDAP ein. Während der Niederschlagung des dritten Oberschlesien-Aufstandes 1921 diente er beim Einsatz des bayerischen Freikorps Oberland als Zugsführer.
Im Oktober 1923 wechselte Seibert als Redakteur zum Hamburger Abendblatt. Im Zeitraum 1925–1929 wirkte er als dessen Vertreter und als Auslandskorrespondent anderer Zeitungen in Moskau. Von 1929 an bis 1931 war er außenpolitischer Schriftleiter des Blattes, bis er 1932 für vier Jahre als außenpolitischer Korrespondent des Hamburger Fremdenblattes nach London ging. Im Juli 1936 wechselte er zum VB, wobei er den Standort London beibehielt. Im Januar 1938 wurde er als diplomatischer Korrespondent in die Berliner Schriftleitung des VB berufen; zwei Monate später übernahm er die Leitung des außenpolitischen Ressorts. 1939 wurde er Leiter der Berliner Redaktion des VB und im Oktober 1941 stellvertretender Hauptschriftleiter.
Seibert, der sich russische Sprachkenntnisse angeeignet hatte und als Russlandkenner galt, bereiste von 1926 bis 1929 die Sowjetunion. Er nahm als Augenzeuge an politischen Schauprozessen teil und verfolgte die aktuellen politischen Geschehnisse vor Ort anhand von Berichten in der offiziellen sowjetischen Tagespresse. In seinem 1931 erschienenen Buch Das rote Russland (1932 unter dem Titel Red Russia in englischer Übersetzung aufgelegt) schilderte er die politischen Zustände sowie die Lebensumstände der Bevölkerung in Russland unter der Herrschaft des Bolschewismus. So seien nach Meldungen offizieller sowjetischer Tageszeitungen allein zwischen  dem 19. September und dem  24. Oktober  1929 144 Hinrichtungen wegen so genannter politischer Verbrechen vorgenommen worden.
Nachdem Seibert im Mai 1941 des Zweiten Weltkriegs von der Wehrmacht einen Einberufungsbescheid erhalten hatte, fungierte er vorerst hauptsächlich als Kriegsberichterstatter – offenbar ohne seinen Posten beim VB vollständig ruhen zu lassen, denn im Oktober 1941 war er noch in der Redaktion aktiv gewesen. Bis Ende 1944 schrieb er darin Leitartikel. Sein weiterer Lebenslauf ist nach heutigem Kenntnisstand ungeklärt. Vermutlich war er nach Kriegsende untergetaucht. Seibert könnte mit dem Journalisten Curt Seibert (1898–1975) verwandt gewesen sein oder dessen Namen benutzt haben. Als ein Curt Seibert nach Kriegsende verdächtigt worden war, mit Theodor Seibert identisch zu sein, gab der Befragte zu Protokoll: „Wahrscheinlich  liegt  eine Verwechslung mit dem Führer einer Prop. Kompanie, Oberleutnant Dr. Theodor Seibert vor, mit dem ich weder verwandt noch verschwägert  bin. Dr. Seibert war stellvertretender Chefredakteur des „Völkischen Beobachters“ und Oberleutnant der Reserve. Er wurde während des Krieges  zur Prop. Truppe eingezogen und war ein Jahr lang auf südlichen Kriegsschauplätzen Führer einer PK.“  

## Schriften (Auswahl)

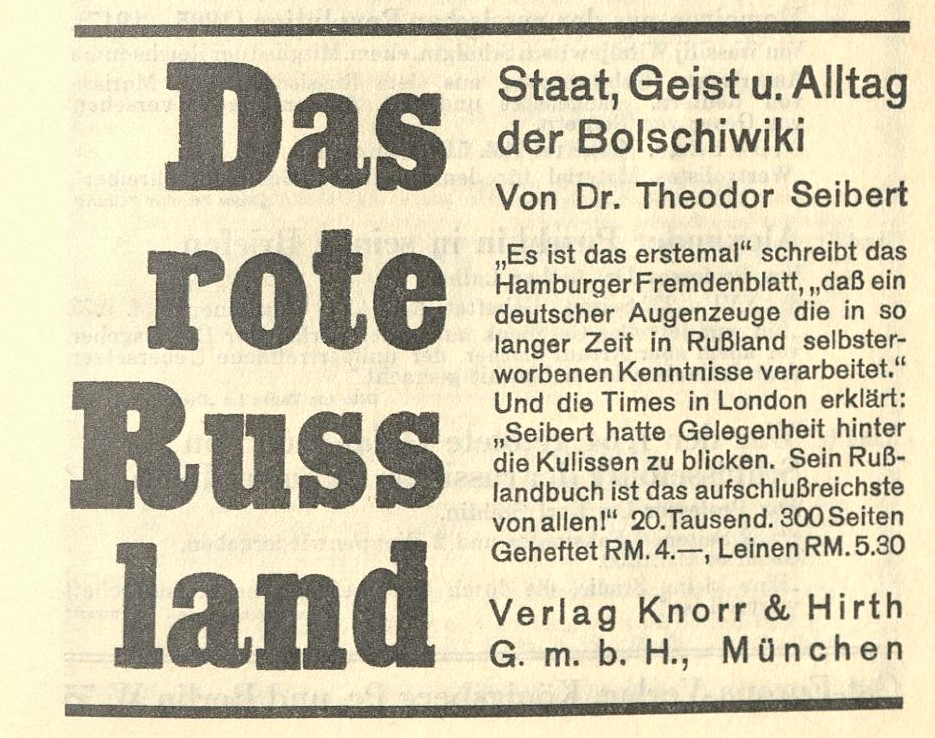
Verlagsanzeige (1933)

- Das rote Russland. Staat, Geist und Alltag der Bolschewiki. Knorr & Hirth, München 1931.
- Red Russia. Allen & Unwin, London 1932, aus dem Deutschen übersetzt von  Paul Cedar und  Paul Eden (eingeschränkte Vorschau)
- Wie sieht uns der Engländer?, 1940.
- Das amerikanische Rätsel, die Kriegspolitik der USA in der Aera Roosevelt, 1941.
- Der Sowjetmensch, in: Völkischer Beobachter, 19. Juli 1941.
- Die chronische Drohung des Ostens, in: Völkischer Beobachter, Nr. 327, 23. November 1941.